# Фторид фосфора(III)
Фторид фосфора(III) (англ. Phosphorus trifluoride, трифторид фосфора, фторид фосфора(+3); в просторечии - трифторфосфин) — химическое неорганическое вещество с формулой PF3; газ без цвета и запаха. Весьма ядовит. Медленно реагирует с водой. Преимущественно используется как лиганд в комплексах металлов. В качестве лиганда он связывается аналогично оксиду углерода(II) в карбонилах. Его токсичность как раз обусловлена сходным с монооксидом углерода способом присоединения к железу гемоглобина.

## Свойства
Трифторид фосфора подвержен гидролизу, особенно в щелочной среде, но всё же не в такой степени, как соответствующий хлорид. Он не разлагает стекло, за исключением случая нагрева до высоких температур. С горячими металлами образует соответствующие фосфиды и фториды.
Как лиганд для переходных металлов, PF3 является сильным π-акцептором, образующим ряд комплексов с металлами низких степеней окисления, схожих с карбонильными соединениями, но характеризующихся большей устойчивостью. Например, Pd(PF3)4 известен, а Pd(CO)4 — нет. Такие комплексы обычно приготавливаются из соответствующих карбонильных соединений с выделением монооксида углерода. Однако, металлический никель непосредственно реагирует с PF3 при 100 °C, под давлением 35 МПа, с образованием Ni(PF3)4, аналогичного Ni(CO)4. Cr(PF3)6 может быть получен из дибензолхрома:
{\displaystyle {\mathsf {Cr(C_{6}H_{6})_{2}+6PF_{3}\rightarrow Cr(PF_{3})_{6}+2C_{6}H_{6}}}}
|            |            |
| [Pt(PF3)4] | [Pt(PF3)4] |

## Получение
Трифторид обычно получают из хлорида путём взаимодействия с различными фторидами, например фтороводородом, фторидом кальция, трифторидом мышьяка или фторидом цинка:
{\displaystyle {\mathsf {2PCl_{3}+3ZnF_{2}\rightarrow 2PF_{3}\uparrow +3ZnCl_{2}}}}

## Биологическая активность
Трифторид, как и монооксид углерода, формирует очень устойчивые соединения с железом в гемоглобине, резко снижая концентрацию кислорода в крови.

## Токсичность
PF3 высокотоксичен, сравним с фосгеном.